# Большое Угрюмово
Большое Угрюмово — деревня в Селивановском районе Владимирской области России, входит в состав Малышевского сельского поселения.

## География
Деревня расположена в 5 км на юго-восток от центра поселения села Малышево и в 29 км на юго-запад от райцентра рабочего посёлка Красная Горбатка.

## История
Деревня Угрюмово впервые упоминается в окладных книгах 1676 года в составе Драчевского прихода, в ней тогда было 17 дворов крестьянских и 4 бобыльских.
В конце XIX — начале XX века деревня располагалась на почтовом тракте из Владимира в Муром и входила в состав Драчевской волости Меленковского уезда, с 1926 года — в составе Муромского уезда. В 1859 году в деревне числилось 54 двора, в 1905 году — 106 дворов, в 1926 году — 120 дворов.
С 1929 года деревня являлась центром Больше-Угрюмовского сельсовета Селивановского района, с 1940 года — в составе Драчевского сельсовета, с 2005 года — в составе Малышевского сельского поселения.

## Население
| 1859 | 1905 | 1926 | 2002 | 2010 | 2021 |
| ---- | ---- | ---- | ---- | ---- | ---- |
| 595  | ↘541 | ↗622 | ↘53  | ↘29  | ↗36  |